# Žarko Petan
Œuvres principales
- Le Procès du Loup
- Aphorismes

Žarko Petan, né le 27 mars 1929 à Ljubljana et mort le  2 mai 2014 (à 85 ans), est un scénariste et écrivain slovène. Auteur prolifique, son œuvre regroupe soixante-dix ouvrages de genres littéraires très variés, dont poésie, essais, pièces de théâtre et aphorismes. Une cinquantaine d'entre eux ont été traduits dans trente et une langues. Deux de ses œuvres ont été publiées en français : Le Procès du Loup et Aphorismes.

## Biographie
Né à Ljubljana, il vit pendant dix ans à Zagreb, en Croatie, avec sa famille. Au cours de la Seconde Guerre mondiale, ses parents s'installent à Maribor où son père tient un café. L'invasion de la Yougoslavie par les nazis à la suite du lancement de l'opération Barbarossa contre l'URSS en 1941 les poussent à déménager à Trieste. Ils ne reviennent à Maribor qu'à la fin du conflit.
Il sort diplômé de la Faculté des Sciences économiques en 1957 et de l'Académie d'Art de Ljubljana en 1977,. 
À la fin des années 1950, il a travaillé avec Joze Javorsek et Bojan Stih au théâtre d'art dramatique de Ljubljana, l'un des premiers à introduire le théâtre de l'absurde sur les scènes yougoslaves. Il devient le directeur général du Théâtre national slovène. 
Il met en scène vingt-deux pièces dans de nombreux pays d'Europe centrale, comme en Autriche, en Pologne, en Serbie et en Croatie. 
Entre 1992 et 1994, il travaille comme directeur général de la radio et de la télévision de Slovénie.
Žarko Petan fait partie de plusieurs associations d'écrivains à travers l'Europe :  Slovenian Pen qui regroupe des auteurs slovènes, Marburg, son équivalent allemand, mais aussi l'association des compositeurs dramatiques de Paris. 
En France, il est connu pour Le Procès du Loup, une pièce de théâtre qui se présente comme une suite du conte du Petit chaperon rouge.
Žarko Petan s'éteint le 2 mai 2014, âgé de 85 ans.